# Камо (муніципалітет)
Камо (італ. Camo, п'єм. Camo) — муніципалітет в Італії, у регіоні П'ємонт,  провінція Кунео.
Камо розташоване на відстані близько 470 км на північний захід від Рима, 60 км на південний схід від Турина, 65 км на північний схід від Кунео.
Населення — 205 осіб (2014).
Покровитель — святий Петро in Vincoli.

## Демографія
Населення за роками:

Станом на 31 грудня 2014 року в муніципалітеті офіційно проживало 11 іноземців з 5 країн, серед них 4 громадяни країн Євросоюзу та 1 громадянин України.

## Сусідні муніципалітети
- Коссано-Бельбо
- Манго
- Санто-Стефано-Бельбо